# Ralf Bißdorf
Ralf Bißdorf (ur. 15 marca 1971 w Heidenheim an der Brenz) – niemiecki szermierz, wicemistrz olimpijski i trzykrotny medalista mistrzostw świata.
Na igrzyskach olimpijskich w Sydney w 2000 roku wywalczył srebrny medal indywidualnie, przegrywając w finale z Kim Young-ho z Korei Południowej 14:15. Na tej samej imprezie zajął szóste miejsce w zawodach drużynowych. Brał również udział w igrzyskach olimpijskich w Atenach w 2004 roku, gdzie zajął szóste miejsce drużynowo i siedemnaste indywidualnie.
Podczas mistrzostw świata w Lizbonie w 2002 roku wspólnie z Peterem Joppichem, Larsem Schache i André Weßelsem zdobył złoty medal w zawodach drużynowych. Na mistrzostwach świata w Hawanie rok później razem z Joppichem, Weßelsem i Dominikiem Behrem zajął w tej konkurencji trzecie miejsce. Wynik ten Niemcy z Bißdorfem w składzie powtórzyli podczas mistrzostw świata w Lipsku w 2005 roku. 
Kilkukrotnie zdobywał medale mistrzostw Europy, w tym złote indywidualnie i drużynowo na mistrzostwach Europy w Płowdiwie (1998), drużynowo na mistrzostwach Europy w Koblencji (2001) i indywidualnie podczas mistrzostw Europy w Izmirze (2006).